# Massacre de Ogossagou
Massacre de Ogossagou ocorreu em 23 de março de 2019 quando vários ataques por atiradores mataram 160 pastores fulas no Mali central. A violência veio após o governo maliano reprimir as células terroristas islâmicas no país. Duas aldeias, Ogossagou e Welingara, foram particularmente afetadas. 
O massacre causou grandes protestos em Mali contra a inação percebida do governo e levou à demissão do primeiro-ministro Soumeylou Boubèye Maïga e seu conselho governante.

## Antecedentes
Os pastores fulas conflitam e competem com outros grupos por terra e acesso à água para seu gado. Estes conflitos são exacerbados pelas alterações climáticas, a degradação da terra e o crescimento populacional. 
De acordo com a African Arguments: "embora apenas uma fração de todos os fulas estejam apoiando ativamente tais grupos islâmicos, essa propaganda conseguiu associar comunidades inteiras a esses atores violentos, aumentando ainda mais o ciclo de violência." 

## Ataques
Os ataques ocorreram nas aldeias fulas de Ogossagou e Welingara. De acordo com autoridades locais malianas, os ataques foram realizados por caçadores dogons armados com armas de fogo e machetes. Os agressores acusaram os aldeões fulas de terem ligações com os jihadistas e afirmaram que o ataque ocorreu em retaliação a um atentado da al-Qaeda a uma base militar maliana na semana anterior, que deixou 23 soldados malianos mortos. Testemunhas afirmaram que quase todas as cabanas nas aldeias foram incendiadas. 

## Consequências
Na sequência, o presidente do Mali, Ibrahim Boubacar Keïta, demitiu o chefe do estado-maior do exército, general M'Bemba Moussa Keita, e o chefe das forças terrestres, general Abdrahamane Baby.  As Nações Unidas anunciaram que em 26 de março enviariam uma equipe de investigação para a cena de crime. 
O presidente Keïta ordenou que a milícia étnica dogon, supostamente responsável pelo ataque, Dan Na Ambassagou, fosse dissolvida.  A Human Rights Watch também acusou a milícia de ser responsável, embora o chefe do grupo tenha negado isso. 
O Assessor Especial da ONU para a Prevenção do Genocídio, Adama Dieng, alertou para uma crescente etnicização do conflito.  Foi observado que, em 26 de março, seis aldeões dogons foram mortos e outros vinte foram sequestrados por supostos elementos armados fulas nas aldeias de Ouadou e Kere Kere. 
Em 30 de março, o Mali deteve cinco supostos atacantes que haviam sido tratados anteriormente como sobreviventes do massacre. 
Milhares de cidadãos protestaram em 5 de abril contra o fracasso do governo maliano em conter a violência religiosa e étnica.  Sob a crescente ameaça de uma moção de desconfiança, o governo do primeiro-ministro Soumeylou Boubèye Maïga colapsou e o presidente Keïta aceitou a renúncia de Maïga em 18 de abril. 
Membros fortemente armados do Jama'at Nasr al-Islam wal Muslimin  (JNIM), o principal grupo islâmico no Mali, atacaram uma base do exército no centro-oeste do país em 22 de abril.  Os militantes chamaram de vingança parcial pelo massacre de Ogossagou e alegaram que dezesseis soldados haviam sido mortos, embora o Ministério da Defesa do Mali tenha colocado o número de mortos em onze. 